# Figulus schismonotus
Figulus schismonotus es una especie de coleóptero de la familia Lucanidae.

## Distribución geográfica
Habita en Nueva guinea.